# Sphaerogerina
Sphaerogerina es un género de foraminífero planctónico de la de la familia Globuligerinidae, de la superfamilia Favuselloidea, del suborden Globigerinina y del orden Globigerinida. Su especie tipo es Sphaerogerina tuberculata. Su rango cronoestratigráfico abarca el Rhaetiense (Triásico superior).

## Descripción
Sphaerogerina incluía foraminíferos planctónicos con conchas trocoespiraladas; sus cámaras eran globulares, creciendo en tamaño de forma rápida; presentaban 3 a 4 cámaras en la última vuelta de espira; el ombligo es estrecho y profundo; su contorno era lobulado y su periferia ampliamente redondeada; las suturas intercamerales son radiales e incididas; su abertura era umbilical, con forma de arco bajo o alto y a veces bordeada por un estrecho labio; presentaban pared calcítica hialina, finamente perforada, y una superficie fuertemente reticulada, con crestas interporales perforadas.

## Discusión
Clasificaciones posteriores incluyen Sphaerogerina en la superfamilia Favuselloidea. Clasificaciones previas hubiesen incluido Sphaerogerina en la superfamilia Rotaliporoidea si se considera un favuselloideo, o más probablemente en la familia Oberhauserellidae, de la superfamilia Duostominoidea y del orden Robertinida.
Las especies de Sphaerogerina fueron descritas junto a otras especies de foraminíferos bentónicos de géneros tales como Oberhauserella, Schmidita, Praegubkinellla o Wernliella de la familia Oberhauserellidae. Parecen ser los primeros foraminíferos con un modo de vida planctónico, por lo que el autor del género lo incluyó inicialmente en la familia Conoglobigerinidae. Sin embargo, estos primeros foraminíferos planctónicos están desconectados cronoestratigráficamente de los verdaderos conoglobigerínidos, por lo que deben ser incluidos en su propia familia, la familia Sphaerogerinidae.

## Paleoecología
Sphaerogerina, como Conoglobigerina, incluía probablemente especies con un modo de vida planctónico o meroplanctónico, de distribución latitudinal templada, y habitantes pelágicos de aguas superficiales (medio nerítico y epipelágico).

## Clasificación
Sphaerogerina incluye a las siguientes especies:
- Sphaerogerina crimica †
- Sphaerogerina tuberculata †